# 接生員
接生員泛指一切從事接生工作，幫助產婦分娩者。古時稱為坐婆、穩婆、產婆、接生婆、接生婦、助產婆、收生婆，粵地稱執媽，皆由女性擔任。隨著社會發展，越來越多婦女選擇在醫院生產。現代受過專業訓練，持有相關執照的稱為助產師或助產士（英語：Midwife），由受過接生訓練的護理師或護士擔任，男女皆有出任。

## 概說
古代醫生多由男性出任，由於男女之別，因此有少數女性醫師專門為女性診治，但民間女醫較少，通常只有宮廷和貴族才有專門為女眷診治的女性醫師，如中國的醫婆、朝鮮的醫女、日本的女醫等，雖然她們有時亦會於官方醫療機構為平民診治，但人手並不足以應付需要。故產生了穩婆這種專門的職業。
從前穩婆大都沒有專業的醫學知識，只是利用民間智慧幫助孕婦分娩，故危險性亦相對大。但現代一些接生員亦有受過一定的訓練，雖然他們的專業醫護知識不及助產士，但在一些不流行到醫院生產或交通不便的地方，受過訓練的接生員可以幫助孕婦安全誕下嬰兒。
以台灣早期為例，雖然早在1897年即開始了公立護士的養成教育，但並無特別規劃產婆培養的管道。直到1902年，才有制定產婆養成規則，以看護婦畢業而成績優良者，再進行相關訓練修業一年而成為產婆。但受限於日籍婦女才可進入看護婦養成所，此時的看護婦與產婆，都僅限於日籍女性。到了1907年臺灣總督府制定〈助產婦講習生規程〉，規定臺北醫院除培養日籍產婆的本科之外，另以公費招募臺籍女性，設置培養臺籍產婆的速成科，修業期限為一年。1923年10月，總督府將看護婦與助產婦的訓練規程統一，並合併看護婦及助產婦講習所，而分置看護婦科與助產婦科。其中，助產婦講習仍以日、臺籍區分，分為本科與速成科，其修業年限略有差別。講習所畢業後可直接從事看護婦、助產婦工作。到了1924年總督府便修訂相關規則，指出若自行參加產婆考試及格，或畢業於指定的私立助產婦學校、產婆講習所等，皆可透過官方考試，取得經地方長官許可的合格證書後，從事相關工作。
在日本，該職業現今稱為助產師（2002年法律改正前為助產婦）。培育機構主要為提供看護師（助產師專攻）課程的高等院校。值得注意的是，該職業直到目前（2024年）仍然只限女性擔任，與看護師早已改為男女皆可出任不同。
大部分的孩子是頭先生下來。有些時候會有「臀位」的情況。助產士仍然能從陰道接生臀先露的情況。但是某些地區很難找到有經驗有意願的助手。
在歐洲，醫師常使用氧化亞氮氣體替產婦止痛。在英國，助產士無醫師處方也可使用此氣體。
分娩產生的問題稱為併發症。併發症可能影響產婦也可能影響孩子。有時會造成傷害甚至死亡。醫師和助產士都有為應付併發症接受訓練。